# Leise Schatten
Leise Schatten ist ein Film der Regisseurin Sherry Hormann aus dem Jahr 1991. Die Kinopremiere in Deutschland war am 27. Februar 1992.

## Handlung
Linda ist eine eigensinnige Frau. Sie heiratet und lebt mit ihrem Mann Paul im Ruhrgebiet. Aber die 12 Jahre Ehe machen Linda nicht glücklich. Sie träumt davon, das Meer zu sehen und ist ständig auf der Suche nach Erfüllung. Ihr Mann versteht sie nicht. Stattdessen geht er schon mal eigene Wege. Zusammen bekommen sie drei Kinder, aber Linda lebt weiter in ihrer Welt. Wenige Tage bevor ihr Traum vom Meer Wahrheit wird, stirbt Linda bei einem Unfall auf einem Güterbahnhof.

## Auszeichnungen
- 1992: Bundesfilmpreis für Musik (Enjott Schneider) und beste Darstellerin (Ann-Gisel Glass)
- 1992: Bayerischer Filmpreis für die beste Nachwuchsregie
- 1992: Filmfestival Max Ophüls Preis: Interfilmpreis

## Sonstige Daten
- Alternativtitel: Silent Shadows
- Verleih: Kinowelt Filmverleih
- Produktionsfirma: Hager Moss Film